# Saint-Georges (Ardennes)
Pour les articles homonymes, voir Saint-Georges, Saint Georges (homonymie) et Georges.
Saint-Georges est une localité de Landres-et-Saint-Georges et une ancienne commune française, située dans le département des Ardennes en région Grand Est.

## Toponymie
La commune porta le nom de Georges-Fontaine durant la Révolution française.

## Histoire
Elle fusionne avec la commune de Landres, en 1828, pour former la commune de Landres-et-Saint-Georges. Elle devient un hameau de la nouvelle commune.

## Administration
| Période                                  | Période | Identité | Étiquette | Qualité |
| ---------------------------------------- | ------- | -------- | --------- | ------- |
|                                          |         |          |           |         |
| Les données manquantes sont à compléter. |         |          |           |         |

## Démographie
| 1793 | 1800 | 1806 | 1821 |
| ---- | ---- | ---- | ---- |
| 109  | 98   | 91   | 97   |

Histogramme

(élaboration graphique par Wikipédia)